# 藤原能盛
藤原 能盛（ふじわら の よしもり、生没年不詳）は、平安時代末期の貴族。藤原良門流の藤原盛景の子とも、盛景の義弟である藤原成景の子で盛景の猶子とも。法名は能蓮。なお、平清盛の家司を務めた同姓同名の人物（安芸守能盛）を同一人物とする説もあるが、経歴的に別人説の方が有力である。
後白河天皇に仕えて雙六・今様を通じて近臣となり、後白河天皇の在位中は滝口、院政開始後は北面に属した。また、法皇の御幸のほとんどに供奉し、法皇の影響下にあった仁和寺法金剛院領である筑前国怡土荘預所などを務めている。
保元の乱の時には藤原頼長の検死役を務め、仁安2年（1167年）に左兵衛尉に任じられ、翌年には検非違使に任ぜられる。承安元年（1171年）までに叙爵を受けた事が知られる。承安4年（1174年）に出雲守、治承元年（1177年）に周防守に任ぜられるが、治承三年の政変で周防守を解官されたのを機に出家、以後「周防入道」と称して後白河法皇が没するまで近侍した。『千載和歌集』と『新勅撰和歌集』に各1首ずつ採録されている。